# Purpose World Tour
Il Purpose World Tour è stato il terzo tour mondiale del cantautore canadese Justin Bieber, a supporto del suo quarto album in studio,
Purpose (2015).
La tournée è stata annunciata due giorni prima dell'uscita del disco al The Ellen DeGeneres Show.
Il 12 novembre è stata rivelata la prima serie di concerti, composta da 58 spettacoli negli Stati Uniti e in Canada, attraverso Twitter, mentre le tappe europee sono state annunciate dallo stesso Bieber sui social network a dicembre.
Il tour è approdato il 19 e il 20 novembre 2016 in Italia, all'Unipol Arena di Casalecchio di Reno.
I biglietti, come in molte altre date, sono andati sold-out in pochi minuti. Il tour è stato un grande successo, con un incasso totale di 250 milioni di dollari.
Il 24 luglio 2017, tramite un comunicato su Facebook, Justin Bieber annuncia la fine prematura del tour, che sarebbe dovuto concludersi il 7 ottobre 2017 allo Stadio Nazionale di Singapore. Il cantante ha spiegato di avere interrotto il tour a causa della stanchezza derivata dall'enorme numero di spettacoli effettuati.

## Scaletta
1. Mark My Words
2. Where Are Ü Now
3. Get Used to It
4. I'll Show You
5. The Feeling
6. Boyfriend
7. Cold Water (Aggiunta alla lega europea)
8. Love Yourself
9. Been You
10. Company
11. No Sense
12. Hold Tight
13. No Pressure
14. As Long as You Love Me
15. Children
16. Let Me Love You (Aggiunta alla lega europea)
17. Life is Worth Living
18. What Do You Mean?
19. Baby
20. Purpose
21. Sorry

## Artisti d'apertura
La seguente lista rappresenta il numero correlato agli artisti d'apertura nella tabella delle date del tour.
- Corey Harper = 1
- Moxie Raia = 2
- Post Malone = 3
- The Knocks = 4
- Sturla Atlas = 5
- Vic Mensa = 6
- MiC Lowry = 7
- Robin Schulz = 8
- Martin Garrix = 9
- Sheppard = 10
- Rudy Mancuso = 11
- King Lotus = 12
- 4 A.M. = 13
- Ali Stone = 14
- Bartosz Brenes = 15
- Static & Ben El Tavori = 16
- Deen Squad = 17
- Hamza Hawsawi = 18
- Rodge = 19
- Sartek Zaeden = 20
- Alan Walker = 21
- Sketchy Bongo = 22
- Rudimental = 23
- Gnash = 24
- Adam Daniel = 25
- Halsey = 26
- Bastille = 27
- Alma Mamacita = 28
- Tove Lo = 29
- Anne-Marie = 30

## Date del tour
| 2.760.249 / 2.820.801 (98%) |
| --------------------------- |

| $250.664.958 |
| ------------ |

### Festival
| Data           | Città                | Stato       | Luogo                 | Artisti d'apertura | Festival                    |
| Europa         | Europa               | Europa      | Europa                | Europa             | Europa                      |
| -------------- | -------------------- | ----------- | --------------------- | ------------------ | --------------------------- |
| 20 agosto 2016 | Chelmsford           | Regno Unito | Hylands Park          | N.D.               | V Festival                  |
| 21 agosto 2016 | Staffordshire        | Regno Unito | Weston Park           | N.D.               | V Festival                  |
| 3 giugno 2017  | Landgraaf            | Paesi Bassi | Megaland              | N.D.               | Pinkpop Festival            |
| 7 giugno 2017  | Stavanger            | Norvegia    | Forus Travbane        | N.D.               | Sommerfesten 2017           |
| 10 giugno 2017 | Stoccolma            | Svezia      | Gärdet Open Air Venue | N.D.               | Summerburst Festival 2017   |
| 18 giugno 2017 | Monza                | Italia      | Monza Eni Circuit     | 9 ; 27 ; 28        | I-Days Festival             |
| 24 giugno 2017 | Lilla                | Francia     | Stade Pierre-Mauroy   | N.D.               | North Summer Festival       |
| 25 giugno 2017 | Francoforte sul Meno | Germania    | Commerzbank-Arena     | N.D.               | Wireless Festival           |
| 2 luglio 2017  | Londra               | Regno Unito | Hyde Park             | 9 ; 29 ; 30        | British Summertime Festival |

### Cancellazioni
| Data              | Città           | Stato        | Luogo                 | Causa                                    |
| Nord America      | Nord America    | Nord America | Nord America          | Nord America                             |
| ----------------- | --------------- | ------------ | --------------------- | ---------------------------------------- |
| 29 luglio 2017    | Arlington       | Stati Uniti  | AT&T Stadium          | Stanchezza fisica e mentale dell'artista |
| 5 agosto 2017     | Pasadena        | Stati Uniti  | Rose Bowl             | Stanchezza fisica e mentale dell'artista |
| 12 agosto 2017    | Denver          | Stati Uniti  | Sport Authority Field | Stanchezza fisica e mentale dell'artista |
| 18 agosto 2017    | Minneapolis     | Stati Uniti  | U.S. Bank Stadium     | Stanchezza fisica e mentale dell'artista |
| 23 agosto 2017    | East Rutherford | Stati Uniti  | MetLife Stadium       | Stanchezza fisica e mentale dell'artista |
| 24 agosto 2017    | East Rutherford | Stati Uniti  | MetLife Stadium       | Stanchezza fisica e mentale dell'artista |
| 29 agosto 2017    | Foxborough      | Stati Uniti  | Gillette Stadium      | Stanchezza fisica e mentale dell'artista |
| 5 settembre 2017  | Toronto         | Canada       | Rogers Centre         | Stanchezza fisica e mentale dell'artista |
| 6 settembre 2017  | Toronto         | Canada       | Rogers Centre         | Stanchezza fisica e mentale dell'artista |
| Asia              |                 |              |                       |                                          |
| 23 settembre 2017 | Tokyo           | Giappone     | Ajinomoto Stadium     | Stanchezza fisica e mentale dell'artista |
| 24 settembre 2017 | Tokyo           | Giappone     | Ajinomoto Stadium     | Stanchezza fisica e mentale dell'artista |
| 27 settembre 2017 | Hong Kong       | Hong Kong    | AsiaWorld–Arena       | Stanchezza fisica e mentale dell'artista |
| 30 settembre 2017 | Bocaue          | Filippine    | Arena delle Filippine | Stanchezza fisica e mentale dell'artista |
| 7 ottobre 2017    | Singapore       | Singapore    | Stadio Nazionale      | Stanchezza fisica e mentale dell'artista |